# Červený Dvůr (Sezimovo Ústí)

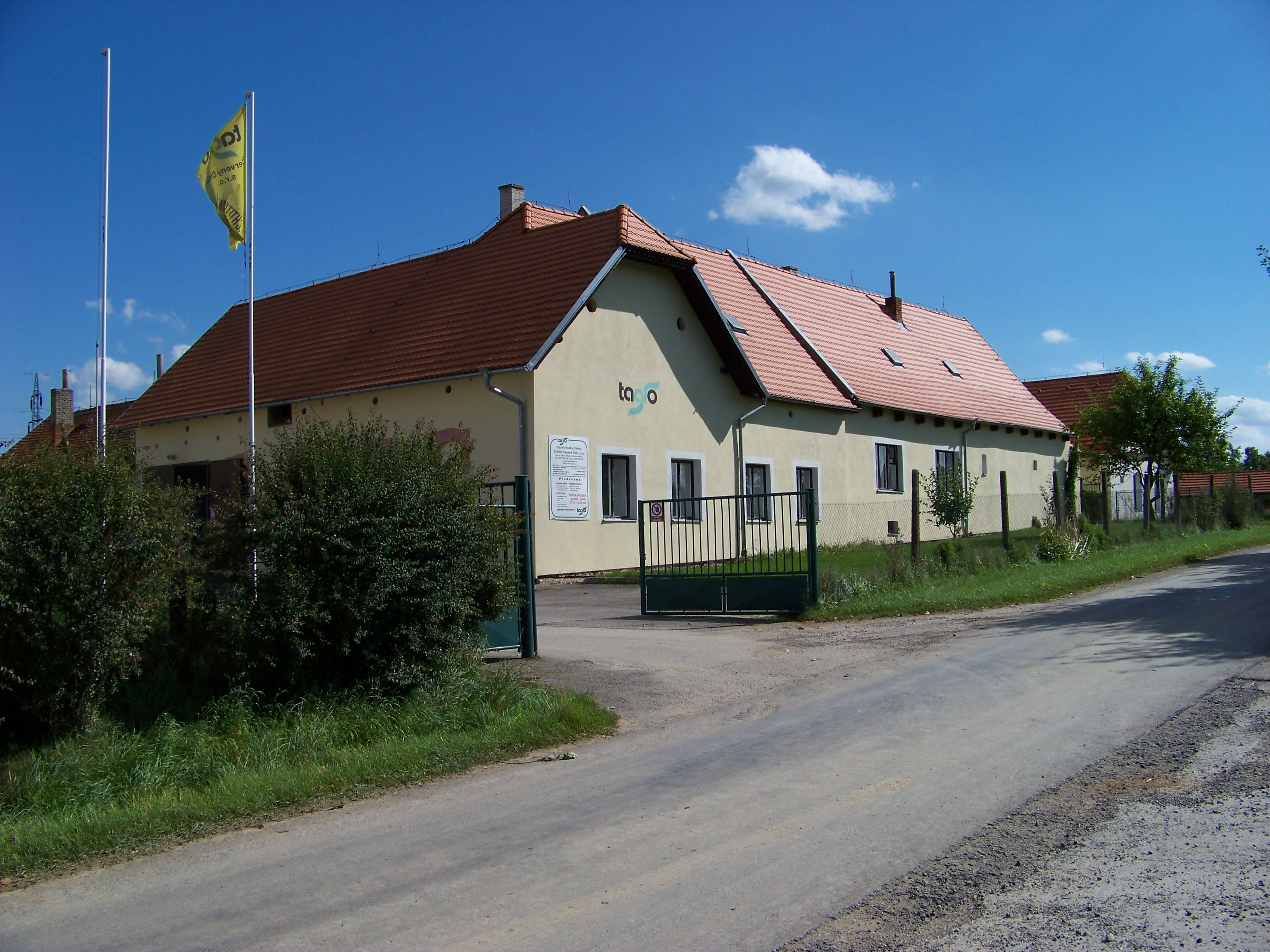
Červený Dvůr

Červený Dvůr je objekt bývalého poplužního dvora v Sezimově Ústí nedaleko Kozího hrádku. V roce 1895 se zde narodil český spisovatel, prozaik a publicista Václav Kaplický.

## Historie
Červený Dvůr, nazývaný též Kozský dvůr či Nový dvůr, náležel v roce 1391 ke Kozímu hrádku jako poplužní dvůr a s ním se později stal majetkem obce Tábor. Dnes patří k městu i katastrálnímu území Sezimovo Ústí.
Okolí Tábora sice v dobách husitských válek trpělo, ale katastrofou bylo postiženo až v roce 1438, kdy se v létě vojsko Albrechta Habsburského, čítající 30 až 40 tisíc mužů, rozložilo v hlubokém pásmu od Měšic na jih až k dnešnímu lesnímu revíru Smolín, kde bylo zřízeno opevněné ležení sloužící ke shromažďování a skladování potravin. Celé okolní panství, patřící ke Kozímu hrádku, bylo devastováno. Hrádek samotný přitom zcela podlehl zkáze a nejméně dvě vsi byly vypáleny.
I když Tábor uplatňoval svoji suverenitu k celému panství Kozího hrádku již od roku 1420, právoplatně město vykoupilo toto zboží od Jana Kozského až v druhé polovině čtyřicátých let 15. století. Obec Tábor si v roce 1542 vložila pustý hrad Kozí s poplužním dvorem do desk zemských. Brzy potom si vyprosil na arciknížeti Ferdinandovi „hradiště Kozské s příkopem pustým a s porostlinami k cestě se dvěma pustými rybničištiněmi s pustým dvořištěm se dvěma loučkami a potokem“ latinský básník Pavel Lucian z Helikonu, který pak zase prodal roku 1573 „městiště zámku řečeného Kozí“ Zikmundovi Pekovi z Římku. Ten na něm v letech 1573–1594 vystavěl dvůr (Nový, Červený) a mlýn (Kozský, Pekovský), avšak měl spory s táborskou obcí o užívání vody z Kozského rybníka (velký rybník na Turoveckých lukách, jehož hráz je doposud patrná spolu se silničním mostem přes Kozský potok). Po jeho smrti koupila v roce 1600 toto zboží obec Tábor zpět.
V téže době koupila obec Tábor od Petra Voka z Rožmberka okolní lesy a rybníky (Starý Kravín, Jezero, Borek a další). Obec Tábor stála v roce 1619 na straně českých stavů a proto jí byly po roce 1620 veškeré statky odňaty. V roce 1625 prosili táborští u císaře Ferdinanda II. a vráceny jim byly jen Měšice a Zárybničná Lhota, které byly v té době téměř pusté. V roce 1629 císař Táboru vrátil „spolu s dalšími pustý hrad Kozí s dvorem poplužním pustým“.
Nový dvůr (Červený) na počátku třicetileté války byl také „zdrancován a zloupen a proto znovu opraven". Na konci 16. a počátkem 17. století měla táborská obec 4 dvory: Velký, Nový (Červený), Malý (Krbcovský) a Pracovský. V roce 1689 přikoupila dvůr v Klokotech a v roce 1710 dvůr Procházkův, neboli Čápův.
V roce 1759 byl Červený Dvůr v dobrém stavu a „při něm bylo dobytka 55 kusů, drůbeže kmenové 37 a rozličného hospodářského nářadí. Při dvoře polí orných zasetých na zimu 50 korců, na jaro 34 korců, úhorem 53 korců (K jezeru, od Dubu až k Brůdku, Pod Zájezerní, Proti dvoru, Nade mlýnem Pekovským, Za ušatým až k Netrefilu, Za Netrefilem). Loučného 13 kusů (Louka Pod nečistem, louka Mlynářka zarostlá, Pod jezerem, Na žlábkách, Nade mlýnem, louka Dívčí, Pod starým Kravínem)“.
Rokem 1848 byla zrušena poddanost, městu zůstaly lesy, rybníky, dvory a některé pozemky v obcích. Podle inventáře založeného v roce 1872 byl Dvůr Červený číslo 112 v majetku města Tábora a měl hodnotu peněžní 6100 zlatých rakouské měny. Příjem do rozpočtu města Tábora z Červeného Dvora v roce 1874 činil  650 zlatých a obilí za 388 zlatých.
Dne 28. srpna 1895 se tehdejšímu nájemci Červeného Dvora narodil syn, později významný český spisovatel Václav Kaplický, který zde prožíval nejranější dětství. Do školy začal chodit v Měšicích, v roce 1903 se však s rodiči přestěhoval do Tábora (na Klášterní náměstí). Jeho nejznámějším románem je Kladivo na čarodějnice. Ve svých prózách (Kraj kalicha, Táborská republika) se Kaplický vracel k historii Tábora a okolí, kde se narodil a vyrůstal.
Červený Dvůr byl před rokem 1948 jedním ze zemědělských dvorů v majetku města Tábora (dalšími byly Čápův Dvůr, Hejlov a dnes již neexistující Velký Dvůr), na kterých do roku 1949 hospodařili nájemci.
V roce 1954 bylo na Červený Dvůr přeloženo z výzkumné stanice Tábor – Měšice šlechtění zemědělských plodin. Šlechtitelská stanice Červený Dvůr se stala součástí státního podniku OSEVA.
V letech 1995–2003 koupila a opravila část budov společnost TAGRO Červený Dvůr s.r.o., která pokračuje na okolních pozemcích ve šlechtění odrůd trav, jetelovin a zelenin. Zbývající část dvora slouží jako manipulační sklad dřeva z městských lesů Tábor.